# Extasy Records
Extasy Records est un label indépendant fondé en avril 1986 par Yoshiki Hayashi, le cofondateur du groupe de visual kei X Japan (nommé « X » à cette époque). La première fois qu'on entend parler de ce label était en 1986 grâce au groupe X (X Japan) avec le single Orgasm, suivi par leur premier album, Vanishing Vision, en 1988.
Au cours des prochaines années, le label a signé plusieurs groupes, alors peu connus (parmi eux Glay, Luna Sea, Tokyo Yankees, Ladies Room et Zi:Kil) et a produit leurs premiers enregistrements. Extasy Records a aussi accueilli une série d'évènements pour promouvoir ces groupes, appelés les festivals Extasy Summit, qui représentaient aussi les groupes qui avaient signé chez un autre label, plus connu.
En septembre 2007, Yoshiki a annoncé que la bande sonore pour le film de Hollywood Catacombs serait sortie sous Extasy Records International. La bande sonore inclut des chansons par Violet UK et Zilch.

## Artistes
Tous les groupes suivants ont été à un moment donné sous la tutelle d'Extasy Records :
- Breath
- Deep
- Gilles de Rais
- Glay
- The Hate Honey
- Hypermania
- La Vie En Rose
- Ladies Room
- Luna Sea
- Sweet Death/Media Youth
- Screaming Mad George & Psychosis
- Tokyo Yankees
- Virus
- X
- Youthquake
- Zi:Kill
- The Zolge